# Гольцман Лариса
Лариса Гольцман ( Larisa Goltsman )— советская, узбекская и израильская спортсменка, тренер по тхэквондо ВТФ, ИТФ и хапкидо КХФ, а также президент хапкидо КХФ в Израиле. 

## Титулы втхэквондои других видах спорта
- золото, 1988 год — Ташкент, до 58 кг;
- золото, 1989 год — СНГ, до 58 кг;
- золото, 1990 год — СНГ, до 58 кг;
- золото, 1991 год — Ташкент, до 58 кг;
- золото, 1992 год — Бухара, до 58 кг;
- золото, 1993 год — Азия и Тихоокеанский регион, туль, до 60 кг;
- мастер спорта Узбекистана, 1993 год;
- золото, 1993 год — Фергана, до 58 кг;
- бронза, 1993 год — Москва, чемпионат мира по тхэквондо, до 62 кг;
- золото, 1994 год — Ташкент, до 58 кг;
- серебро, 1995 год — чемпионат мира по тхэквондо в Польше, до 58 кг;
- золото, 1996 год — Ташкент, тхэквондо ВТФ, до 58 кг;
- золото, 1997 год — Израиль, бокс, до 63 кг;
- золото, 1998 год — Маккабиада, олимпиада по тхэквондо ВТ, до 67 кг;
- золото, 2000 год — Израиль, кируги, до 62 кг;
- бронза, 2014 год — чемпионат Израиля по тхэквондо ВТ, до 63 кг (кируги);
- золото, 2015 год — Израиль, тхэквондо ВТФ, до 67 кг (кируги);
- серебро, 2016 год — международный чемпионат по тхэквондо ВТФ;
- золото, 2017 год — Израиль, Маккабиада, олимпиада по тхэквондо ВТ, до 73 кг;
- золото, 2018 год — чемпионат Израиля по тхэквондо ВТФ, до 73 кг;
- серебро, 2018 год — хапкидо, Корея;
- золото, 2018 год — чемпионат России по хапкидо, до 73 кг (кируги);
- серебро, 2019 год — чемпионат мира в Болгарии, туль;
- золото, 2021 год — Казахстан, хапкидо;
- золото, 2022 год — Фергана, Азия, хапкидо;
- золото, 2023 год — Москва, хапкидо;
- 2024 год — Зал славы тхэквондо;
- золото, 2024 год — междунарожный турнир в Москве по хапкидо.

### Звания
- Президент хапкидо Корейского в Израиле;
- 5 дан тхэквондо;
- 6 дан хапкидо;
- Мастер спорта;
- Была признана лучшей спортсменкой в Узбекистане по тхэквондо ИТФ;
- Главный тренер по тхэквондо и хапкидо;
- Судья международного первого уровня по хапкидо;
- Судья в Израиле по тхэквондо ВТФ;
- Тренер по реабилитации третьего возраста с профессиональным сертификатом.

### Тренерская и организационнаядеятельность**
Лариса Гольцман является тренером по тхэквондо и хапкидо, имеет диплом Института имени Вингейта по работе с пожилым возрастом. Она проводит семинары по хапкидо и исполняет обязанности социального работника.

## Признание
23 августа 2024 года Лариса Гольцман была введена в официальный Зал славы тхэквондо за выдающийся вклад в развитие этого вида спорта. Церемония состоялась в отеле Holiday Inn в Мюнхене, Германия.

## Личная жизнь
У Ларисы Гольцман трое детей.
Родилась 20 января 1977 года в Ташкенте, в настоящее время проживает в Израиле.